# František Plass
František Plass (* 18. April 1944 in Pilsen; † 5. Mai 2022) war ein tschechoslowakischer bzw. tschechischer Fußballspieler und -trainer.

## Vereinskarriere
František Plass begann mit dem Fußballspielen bei Dynamo ČSD Pilsen, seinen Wehrdienst absolvierte er bei Dukla Slaný. 1963 wechselte der Abwehrspieler zu Spartak Pilsen. Für den Verein, der 1965 in Škoda Pilsen umbenannt wurde, absolvierte Plass 164 Erstligaspiele, in denen er 16 Tore schoss.
In der Saison 1970/71 gewann Plass mit Škoda Pilsen den tschechischen Pokal. Das Finale um den tschechoslowakischen Pokal ging zwar gegen Spartak Trnava verloren, weil die Slowaken aber auch Landesmeister wurden, startete Pilsen im Europapokal der Pokalsieger 1971/72. Schon in der ersten Runde schied die Mannschaft gegen den FC Bayern München aus.
Im letzten Jahr seiner Karriere 1976/77 spielte Plass für RH Cheb.

## Nationalmannschaft
Plass' Nationalmannschaftskarriere war dadurch gekennzeichnet, dass sein Verein zwischen der ersten und zweiten Liga pendelte. Für die Tschechoslowakei debütierte der Verteidiger am 27. April 1968 im Spiel gegen Jugoslawien in Bratislava. In den folgenden anderthalb Jahren wurde er regelmäßig eingesetzt. Im Qualifikationsspiel gegen Ungarn zur Weltmeisterschaft 1970 am 14. September 1969 wurde er zur Halbzeit ausgewechselt, womit seine Nationalmannschaftskarriere vorerst beendet war. 1972 kehrte Plass für drei Freundschaftsspiele zurück – nach elf Spielen für die Tschechoslowakei war endgültig Schluss.

## Trainerkarriere
Nach seiner aktiven Laufbahn übernahm Plass als Cheftrainer RH Cheb, rückte als Co-Trainer aber bald in die zweite Reihe zurück. Von 1981 bis 1984 trainierte er Škoda Pilsen in der 2. Liga. 1987 ging Plass zu Chmel Blšany, ein Jahr später stieg er mit dem damaligen Fünftligisten in die 4. Liga auf, 1990 sogar in die 3. Liga. Zwei Jahre später wechselte Plass zu Dukla Prag, wurde aber nach der Hinrunde der Saison 1992/93 entlassen.
Anschließend trainierte Plass den Drittligisten FK Armaturka Ústí n.L., in der Saison 1994/95 wurde er Trainer bei Union Cheb und erlebte das Ende des Klubs 1996. Im Spieljahr 1996/97 trainierte er den Drittligisten SK Rakovník.

## Verschiedenes
- Wegen seiner Spielweise, die an Franz Beckenbauer erinnerte, bekam Plass den Beinamen „plzeňský Beckenbauer“ oder „český Beckenbauer“.
- Plass war Mitarbeiter der tschechoslowakischen Staatssicherheit StB. Sein Deckname lautete Franta.[2]